# Kees van Buuren
Kees van Buuren (nascut el 27 de juliol de 1986) és un futbolista neerlandès retirat que actualment juga com a lateral dret.

## Carrera de club
Van Buuren és un defensa que va néixer a Lopik i va debutar al futbol professional, formant part de la plantilla del FC Utrecht la temporada 2005-06. Va ser cedit al FC Den Bosch el 2009 i tres anys més tard, es va incorporar al Willem II. L'estiu del 2014, va marxar de manera gratuïta a l'Esparta.
El gener de 2016, van Buuren va marxar d'Esparta cap a la ciutat d'Almere. Al final de la temporada 2018-19, van Buuren es va retirar.

## Palmarès

### Club
Willem II
- Eerste Divisie (1): 2013–14